# Облога Сами
Облога Сами – бойові дії римлян у 189 р. до н.е. при взятті одного з міст острова Кефаленія. Завершальний епізод Етолійської війни.

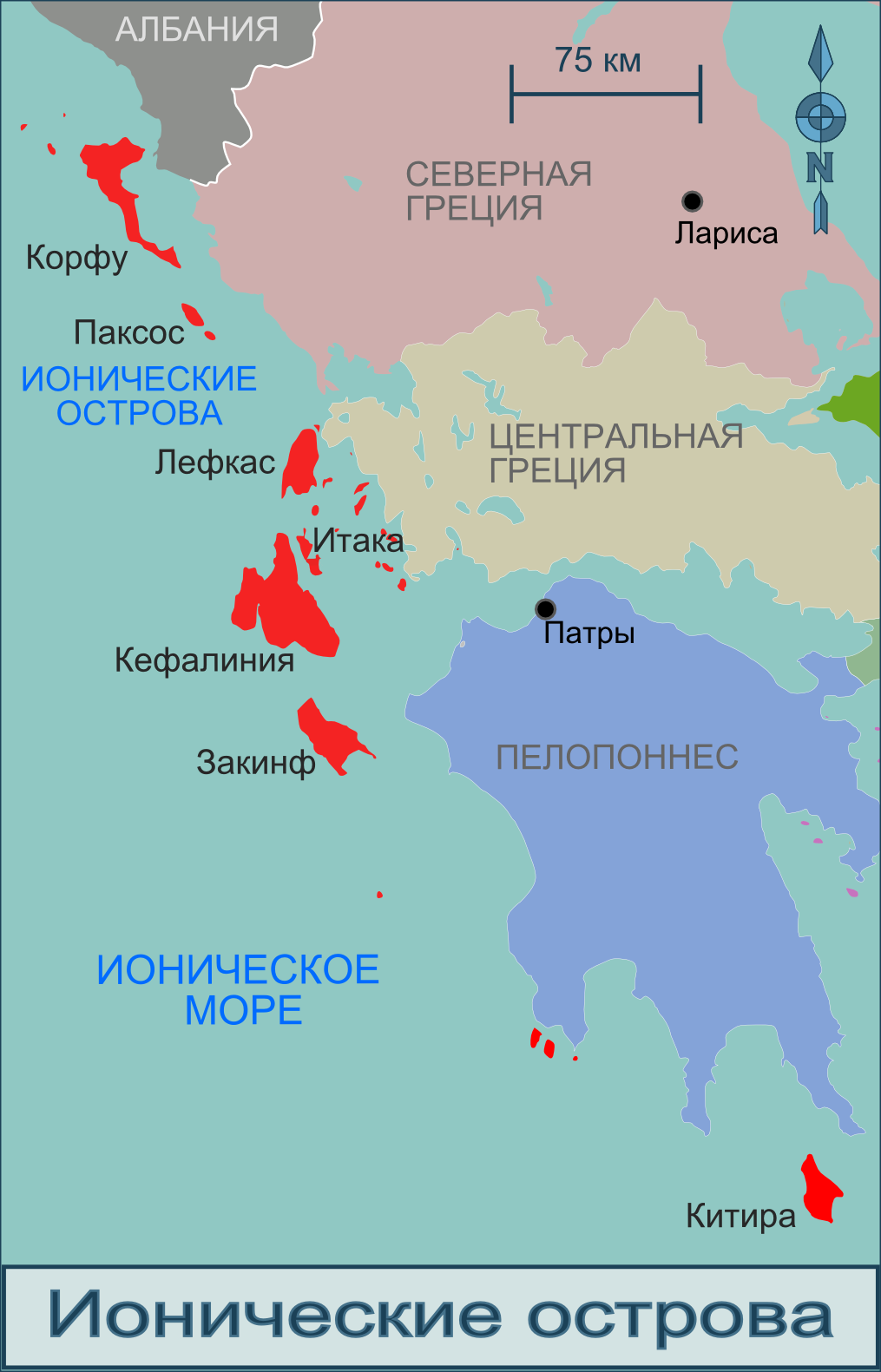
Карта Іонічних островів

Коли у 192 р. до н.е. сирійський цар Антіох III та етолійці розпочали боротьбу з Римом, два іонічних острова – Закінф та Кефаленія – узяли їх сторону та опинились, таким чином, ворогами римлян. Наступного року командуючий римською ескадрою Гай Лівій на своєму шляху до Егеїди розорив землі Сами (знаходилась на східному узбережжі Кефаленії) та Закінф, а коли Антіох зазнав поразки у битві при Фермопілах начальник останнього острова Гієрокл передав його союзним римлянам ахейцям. Кефаленія ж залишалась ворожою Риму наступні два роки, так що, коли консул Марк Фульвій уклав з етолійцями мир, однією з умов останнього була відмова від будь-якої допомоги цьому острову.
Після переправи на Кефаленію консул запропонував її полісам підкоритись та видати заручників (кількість останніх була різною, в залежності від розміру міст, проте найбільшим – Краніям, Палі та Самі – призначили надати по 20 осіб). Первісно всі пристали на цю пропозицію, проте в подальшому Сами раптово відмовились, оскільки їх мешканців злякали чутки про майбутнє примусове переселення. Як повідомляє Лівій, достеменно невідомо, чи були це пусті страхи, чи серед римлян дійсно ходили такі розмови. Спроби вплинути на самійців за допомогою заручників завершились нічим, так що у підсумку місто взяли у облогу.
З-під Амбракії (битва за яку стала останньою у війні римлян з етолійцями) доправили на Кефаленію накопичені там метальні та інші облогові пристрої. Невдовзі підготовчі роботи завершились і тарани почали руйнувати мур у двох місцях. Захисники зводили навпроти майбутніх проломів нові стіни, крім того, постійно робили вилазки проти облогових споруд та караулів, з яких майже завжди повертались переможцями. Щоб якось протидіяти останньому, Марк Фульвій викликав із союзних ахейських міст Егіона, Патр і Діми пращників. Останні мали репутацію навіть вищу за балеарських, котрі в ті часи славились надзвичайною майстерністю у володінні своєю метальною зброєю. Цей хід приніс велику корись у боротьбі з вилазками самійців.
Облога тривала чотири місяці. Нечислені захисники постійно втрачали когось та слабшали від втоми. Нарешті в одну з ночей римляни пробрались через укріплення Кінеатида (один з двох акрополів Сами), подолали стіну між ним та містом і дійшли до центральної площі. Дізнавшись про це, мешканці укрились в другому укріпленні, а на наступний день оголосили про капітуляцію. Всі вони були продані у рабство.